# Henry Charlton Bastian

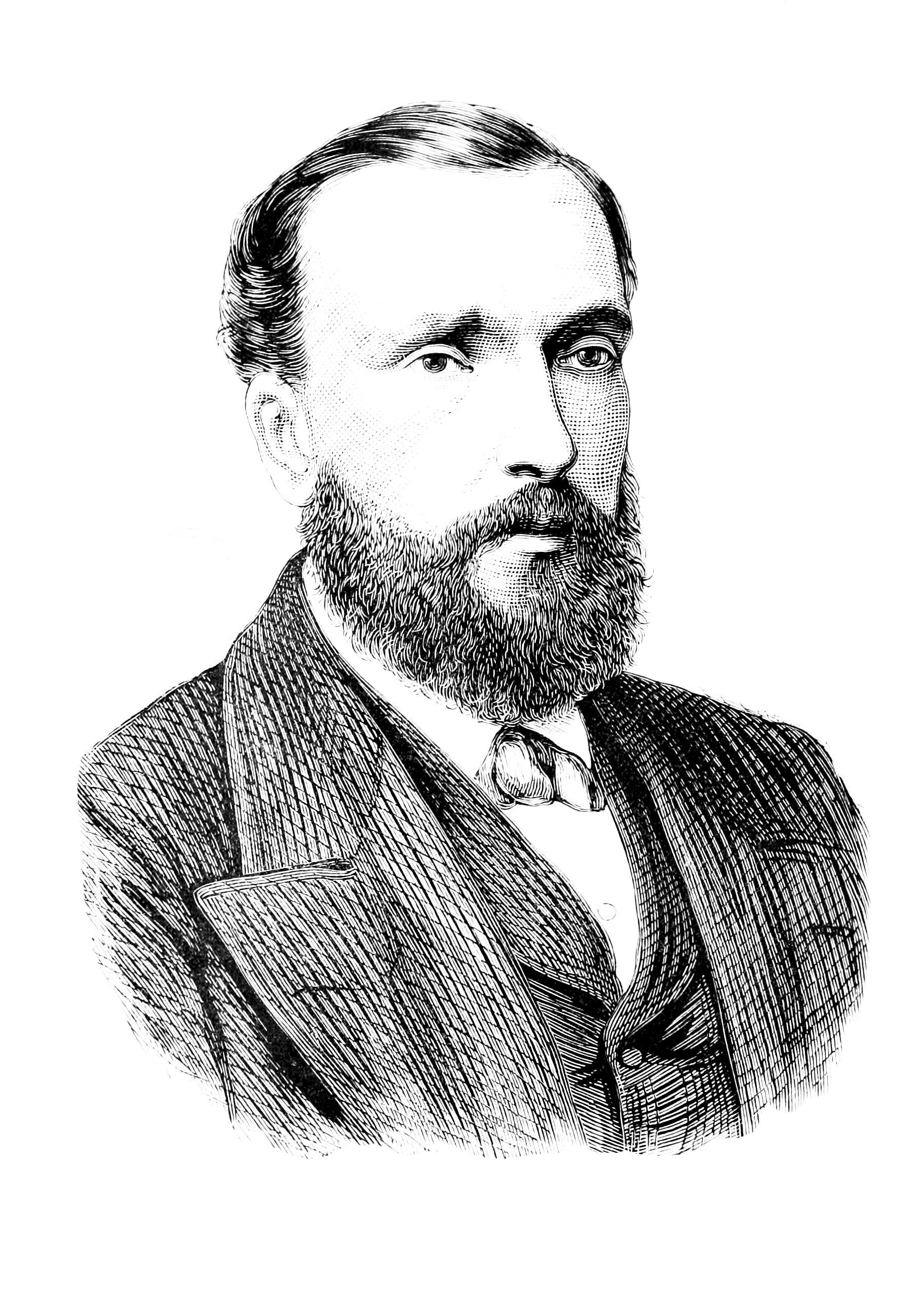
portret van Bastian uit Popular Science Monthly (1875)

Henry Charlton Bastian (Truro, 26 april 1837 – Chesham Bois, 17 november 1915) was een Brits neuroloog. In 1861 studeerde hij af aan het University College London, waar hij een groot deel van zijn leven zou werken. Hij werd er in 1867 aangesteld als professor voor pathologische anatomie. Hij werd verkozen tot Fellow of the Royal Society in 1868.
Bastian deed wetenschappelijk onderzoek op uiteenlopende onderwerpen. Zijn vroegste onderzoek betrof de guineaworm en andere rondwormen, waarover hij in 1865 een monografie publiceerde. Later bestudeerde hij onder meer verschillende vormen van verlamming en afasie.  In 1893 verliet hij zijn leerstoel aan University College Hospital om zich te kunnen toeleggen op zijn bacteriologisch onderzoek. Hij was een autodidact op dit gebied en zijn biologisch inzicht was "helaas fundamenteel verkeerd". Hij was een overtuigd aanhanger van de theorie van abiogenese, die hijzelf "archebiosis" noemde: hij geloofde dat micro-organismen voortdurend uit niet-levende materie ontstonden. Hij redetwistte hierover met Louis Pasteur, Thomas Huxley, Alfred Russel Wallace en anderen.

## Enkele werken
- The beginnings of life: being some account of the nature, modes of origin and transformation of lower organisms (1872)
- Evolution and the origin of life (1874)
- The brain as organ of the mind (1880)
- Aphasia and other speech defects (1898)
- The nature and origin of living matter (1905)
- The origin of life: being an account of experiments with certain superheated saline solutions in hermetically sealed vessels (1911)

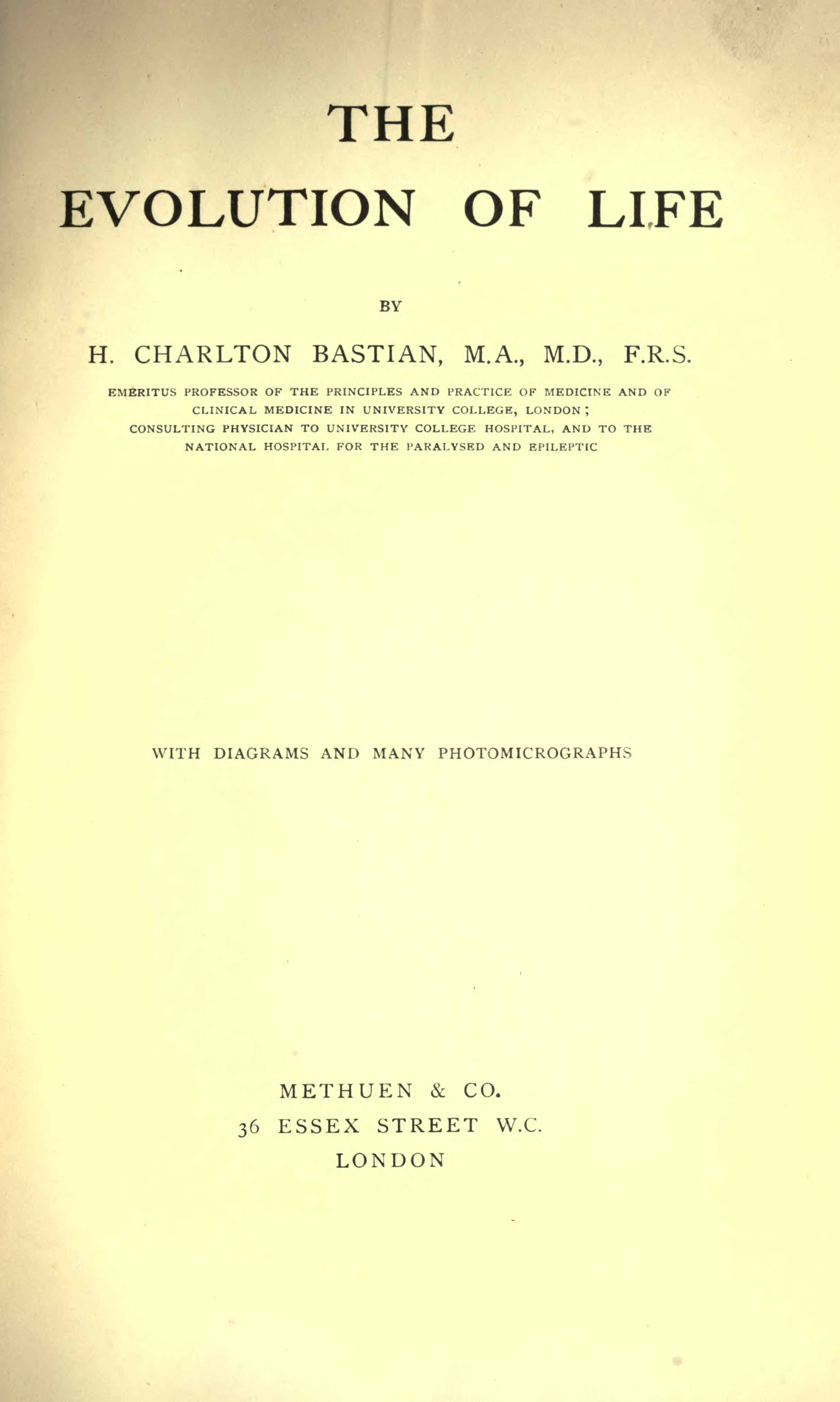
The Evolution of Life, 1907